# Bernard (Vorname)
Bernard ist eine englische, französische und niederländische Form des männlichen Vornamens Bernhard.

## Namensträger

### Personen des Mittelalters
- Bernard (Angoulême) († um 950), Graf von Périgord und Angoulême
- Bernard I. (Besalú) (Bernard I. Taillefer, katalanisch Bernat Tallaferro; † 1020), Graf von Besalú aus dem Haus Barcelona
- Bernard I. (Berga) (katalanisch Bernat; † um 1050), Graf von Besalú aus dem Haus Barcelona
- Bernard III. (Besalú) (katalanisch Bernat; † 1111), Graf von Besalú aus dem Haus Barcelona
- Bernard (Bischof, St Davids) († 1148), normannischer Bischof von St. Davids
- Bernard (Bischof, Ragusa) († 1214), Erzbischof von Ragusa und Bischof von Carlisle
- Bernard (Bischof, Sodor und Man) († 1330/31), schottischer Kanzler und Bischof
- Bernard von Trevisan, Autor alchemistischer Texte des 14. Jahrhunderts

### Bernard
- Bernard Anderson (1919–1997), US-amerikanischer Jazztrompeter
- Bernard Henry Bourdillon (1883–1948), britischer Kolonialgouverneur
- Bernard Brandt (* 1960), Schweizer Freestyle-Skier
- Bernard von Bredow (1959–2021), deutscher Urzeitforscher
- Bernard Buffet (1928–1999), französischer Graphiker und Kunstmaler
- Bernard Anício Caldeira Duarte (* 1992), brasilianischer Fußballspieler, siehe Bernard (Fußballspieler)
- Bernard Challandes (* 1951), Schweizer Fußballtrainer
- Bernard Darniche (* 1942), französischer Rallye- und Rundstreckenrennfahrer
- Bernard Darwin (1876–1961), britischer Jurist, Sportjournalist und Schriftsteller
- Bernard Dietz (* 1948), deutscher Fußballspieler und -trainer
- Bernard Essers (1893–1945), niederländischer Grafiker
- Bernard Esterhuizen (* 1992), südafrikanischer Bahnradsportler
- Bernard Grofman (* 1944), US-amerikanischer Politikwissenschaftler
- Bernard Haitink (1929–2021), niederländischer Dirigent
- Bernard Herrmann (1911–1975), US-amerikanischer Dirigent und Komponist
- Bernard Hinault (* 1954), französischer Radrennfahrer
- Bernard Knitter (* 1938), polnischer Ringer
- Bernard Knowles (1900–1975), britischer Kameramann und Filmregisseur
- Bernard Kouchner (* 1939), französischer Arzt und Politiker
- Bernard Kręczyński (* 1950), polnischer Radrennfahrer
- Bernard Leiber (1943–2023), deutscher Schachspieler
- Bernard Lietaer (1942–2019), belgischer Finanzexperte
- Bernard Lovell (1913–2012), britischer Astronom
- Bernard MacLaverty (* 1942), nordirischer Schriftsteller
- Bernard Malkmus (1859–1925), deutscher Veterinärmediziner und Hochschullehrer
- Bernard Mandeville (1670–1733), niederländischer Arzt und Sozialtheoretiker
- Bernard Munyagishari (* 1959), ruandischer mutmaßlicher Kriegsverbrecher
- Bernard Pivot (1935–2024), französischer Journalist, Autor und Moderator
- Bernard Pons (1926–2022), französischer Politiker
- Bernard Rubin (1896–1936), britischer Automobilrennfahrer australischer Herkunft
- Bernard Samuel (1949–2020), US-amerikanischer Jazzpianist
- Bernard Schultze (1915–2005), deutscher Maler
- Bernard Shaw (1856–1950), irischer Autor
- Bernard Spilsbury (1877–1947), britischer Pathologe und Rechtsmediziner
- Bernard Tapie (1943–2021), französischer Geschäftsmann, Politiker und Schauspieler
- Bernard Tekpetey (* 1997), ghanaischer Fußballspieler
- Bernard Thurnheer (* 1949), Schweizer Sportreporter und Fernsehmoderator
- Bernard Toublanc-Michel (1927–2023), französischer Filmregisseur
- Bernard Unterhalt (1933–2017), deutscher Chemiker
- Bernard Wright (1963–2022), US-amerikanischer Funk- und Jazz-Musiker

### Bernie
- Bernie Brillstein (1931–2008), US-amerikanischer Film- und Fernsehproduzent
- Bernie Ecclestone (* 1930), britischer Unternehmer
- Bernie Federko (* 1956), kanadischer Eishockeyspieler
- Bernie Geoffrion (1931–2006), kanadischer Eishockeyspieler
- Bernie Hamilton (1928–2008), US-amerikanischer Filmschauspieler
- Bernie Mac (1957–2008), US-amerikanischer Schauspieler
- Bernie Marsden (1951–2023), englischer Gitarrist
- Bernie Nicholls (* 1961), kanadischer Eishockeyspieler
- Bernie Parent (* 1945), kanadischer Eishockeyspieler
- Bernie Sanders (* 1941), US-amerikanischer Politiker
- Bernie Scherer (1913–2004), US-amerikanischer American-Football-Spieler
- Bernie Taupin (* 1950), britischer Lyriker